# Zur Hölle mit den Paukern
Zur Hölle mit den Paukern ist eine deutsche Filmkomödie, die Ende 1967 unter der Regie von Werner Jacobs in Hamburg und Baden-Baden gedreht wurde. Die Hauptrollen sind mit Hansi Kraus, Gila von Weitershausen, Uschi Glas, Theo Lingen, Günther Schramm, Hannelore Elsner und Georg Thomalla besetzt. In einer Nebenrolle als Schüler ist Jürgen Drews zu sehen.
Die Produktion von Franz Seitz, die auf der gleichnamigen, in 1963 veröffentlichten Satire von Alexander Wolf basiert, wurde am 3. April 1968 in der Metro im Schlosshof in Kiel uraufgeführt, der bundesdeutsche Massenstart fand einen Tag später statt. Noch im Jahr der Uraufführung erhielt der Film die Goldene Leinwand für mehr als drei Millionen Zuschauer. Mit fast sechs Millionen Kinobesuchern war dieser erste Film einer der erfolgreichsten der Reihe Die Lümmel von der ersten Bank.

## Inhalt
Dr. Gottlieb Taft, mit Leib und Seele Direktor des Mommsen-Gymnasiums in Baden-Baden, hat mit den Schülern der 10a so seine liebe Not. Speziell der von einem bayrischen Internat verwiesene Pepe Nietnagel bringt mit seinen derben Streichen das gesamte Lehrerkollegium zur Verzweiflung. Vor allem Oberstudienrat Dr. Arthur Knörz ist er schon lange ein Dorn im Auge. Deshalb will Knörz ihn, zusammen mit einem Großteil der Klasse, in Latein durchfallen lassen. Pepe inszeniert daraufhin mit Hilfe seiner Klassenkameraden einen Sprung aus dem Fenster, sodass Knörz von einem Selbstmord ausgeht. Da Pepe aber beim Erscheinen von OStD Dr. Taft seelenruhig auf seinem Platz sitzt, lässt Knörz sich wegen Halluzinationen von den eintreffenden Sanitätern in ein Sanatorium einweisen.
Die Vertretung übernimmt der junge, modern eingestellte Dr. Albert Kersten. Vorgewarnt durch Rektor Taft, durchschaut er den für ihn bestimmten Scherz in Form einer als Gymnasiastin getarnten „Sex-Bombe“, die den Unterricht sabotieren soll. Diese blamiert und verplappert sich in den ersten fünf Minuten. Mit dem Hinweis, sich inzwischen ein paar bessere Scherze zu überlegen, verlässt er die Klasse, um die „falsche Schülerin“ zum Ausgang zu geleiten. Missmutig akzeptiert Pepe die Niederlage, weil der Rest der Klasse, vor allem die Mädchen, den neuen Lehrer gut findet. Auch Helena, die Tochter des Direktors, verliebt sich in den smarten Pädagogen. Als der Tennispartner von Dr. Kersten wegen eines ärztlichen Notfalls absagt, ergreift sie ihre Chance. Nach der Tennisstunde wird sie von Dr. Kersten in ein Weinlokal eingeladen und nach Hause gebracht. Ausgerechnet beim Abschiedskuss vor der Haustür wird Kersten vom heimkehrenden Rektor Taft erblickt und abgekanzelt.
In der Schule setzt sich die Unterredung für alle Schüler hörbar fort, da Rektor Taft irrtümlich die hauseigene Sprechanlage in Betrieb setzt. Pepe Nietnagel gibt daraufhin eine Verlobungsanzeige seiner Tochter auf, was Taft aber noch mehr in Rage bringt, da er Dr. Kersten für den Urheber hält. Auch die in der Pension Nachtigall mithilfe der französischen Austauschstudentin Geneviève Ponelle, die in der Familie Nietnagel zu Gast ist, inszenierte Blamage erweist sich als Bumerang, da Dr. Taft unerwartet zurückkehrt und den Schwindel durchschaut. Doch bei der Einweihung eines von Pepe präparierten Brunnens stellt sich der Kultusminister als Dr. Kerstens Onkel Heinrich heraus, der Rektor Taft sogleich als seines Neffen zukünftigen Schwiegervater begrüßt. Da sich das nun unnötig gewordene, von Pepe zur erneuten Blamage des Rektors am Brunnen installierte Feuerwerk nicht mehr aufhalten lässt, endet alles in einem wilden Durcheinander und mit einem Kuss von Pepe und Geneviève.

## Entstehungsgeschichte

### Vorgeschichte
Die seit 1965 von Constantin Film vermarkteten Fortsetzungen der Ludwig-Thoma-Verfilmung Lausbubengeschichten des Produzenten Franz Seitz junior entwickelten sich zu einer erfolgreichen Kinoserie. Als das Thema nach vier Filmen ausgeschöpft schien, entwickelte Seitz in Zusammenarbeit mit Constantin-Film das Konzept zu einer zeitgemäßen Filmreihe zum Thema Schülerstreiche. Im April 1967 kündigte der Filmverleih die Verfilmung der Satire Zur Hölle mit den Paukern an. Der Bestseller des Pädagogen Herbert Rösler war bereits 1963 unter dessen Pseudonym Alexander Wolf in der Pardon-Bibliothek des Verlages Bärmeier & Nikel erschienen. Da man bei Erfolg weitere „Lümmel“-Filme in die Kinos bringen wollte, erwarb man neben den Verfilmungsrechten für die Buchvorlage auch das Recht, die Hauptcharaktere in frei erfundenen Filmstoffen zu verwenden.

### Vorproduktion und Drehbuch
Das Drehbuch schrieb, wie bei allen Filmen der Reihe, der Produzent Franz Seitz unter seinem Pseudonym Georg Laforet. Als Hauptdarsteller waren zunächst Gustav Knuth, Hubert von Meyerinck, Rudolf Rhomberg und Helga Anders vorgesehen, die letztlich aber nicht zum Einsatz kamen. Für die Rolle des Pepe Nietnagel war ursprünglich Florian Lindinger, der Sohn des Schauspielers Hugo Lindinger, vorgesehen. Nachdem sich herausstellte, dass der Darsteller seiner Aufgabe nicht gewachsen war, wurde die Rolle schließlich von dem aus den „Lausbuben“-Filmen bewährten Hansi Kraus übernommen. Als Regisseur des Films war von Anfang an Werner Jacobs vorgesehen, der vorher neben drei Thoma-Verfilmungen für Seitz unter anderem auch die erfolgreichen Peter-Alexander-Filme Der Musterknabe (1963) sowie … und sowas muß um 8 ins Bett (1965) inszeniert hatte, die ebenfalls im Schulmilieu spielen.

### Dreharbeiten

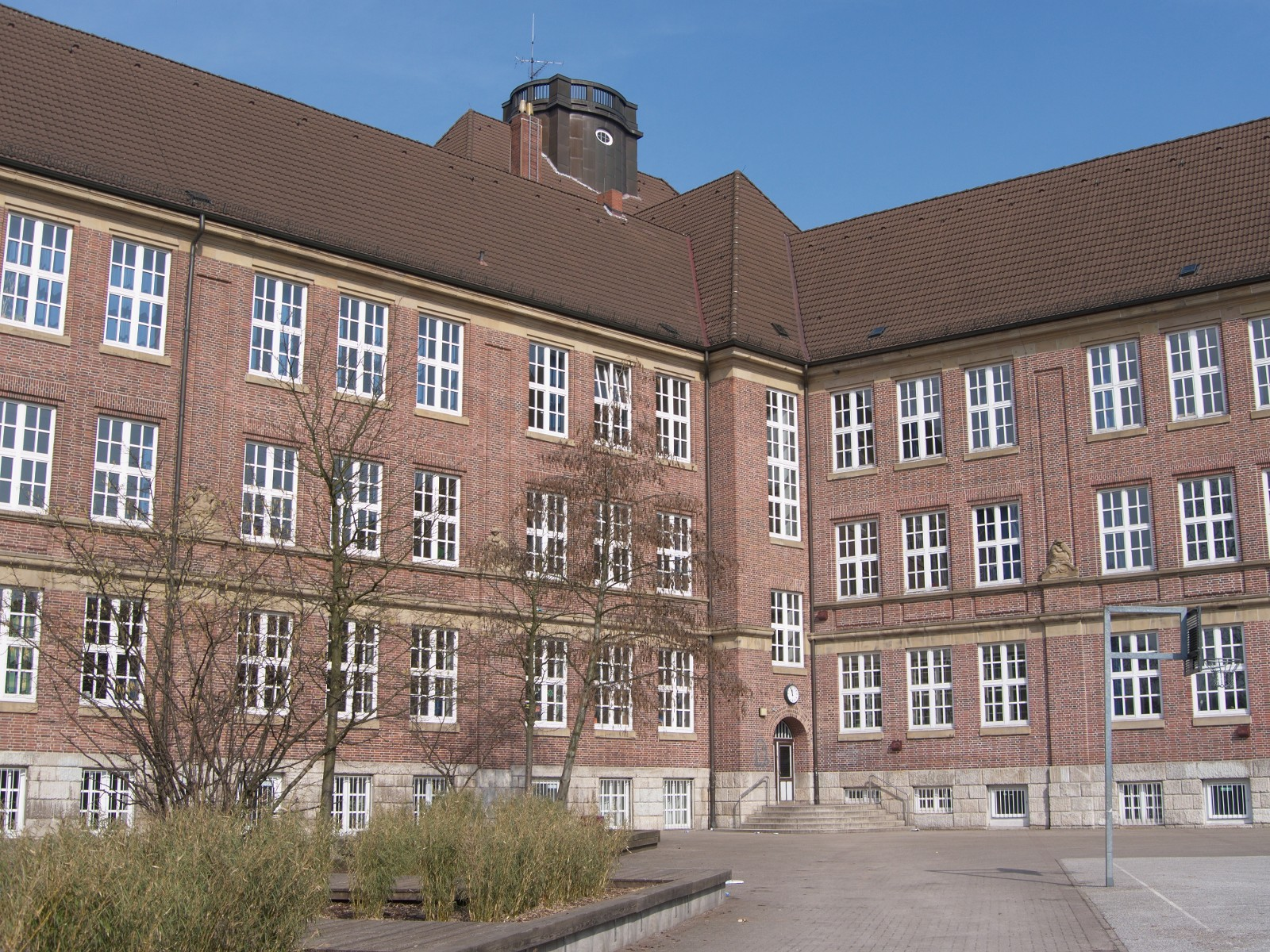
Das Gymnasium Kaiser-Friedrich-Ufer in Hamburg ist im Film als Mommsen-Gymnasium zu sehen.

Die Dreharbeiten fanden vom 30. Oktober bis 17. Dezember 1967 in Hamburg sowie an Originalschauplätzen in Baden-Baden statt. Als Kulisse für das fiktive Mommsen-Gymnasium diente in diesem Teil einmalig das Hamburger Gymnasium Kaiser-Friedrich-Ufer. Zahlreiche Schüler, vor allem Mitglieder der damaligen Theater AG, wurden als Komparsen eingesetzt. Einige Innenaufnahmen drehte man im Studio Hamburg im Bezirk Wandsbek.
Da Günther Schramm bei der Synchronisation des Films nicht zur Verfügung stand, wurde er von Eckart Dux synchronisiert.

### Titelmusik
Als Titelmusik während des Vorspanns fand der vom Medium-Terzett gesungene Schlager 6 × 6 = 36 Verwendung. Der Titel erschien seinerzeit als Single auf dem Label Polydor.

## Rezeption
Die FSK gab den Film nach einer Prüfung am 2. April 1968, einen Tag vor der Uraufführung, ab sechs Jahren frei. Der große Erfolg des Films zog eine ganze Reihe weiterer offizieller und inoffizieller „Pauker“- und „Lümmel“-Filme nach sich. Bereits vor der Uraufführung der echten Fortsetzung Zum Teufel mit der Penne brachte der Filmproduzent Karl Spiehs in Zusammenarbeit mit Ilse Kubaschewskis Gloria-Filmverleih den Film Immer Ärger mit den Paukern in die bundesdeutschen Kinos.

### Kritiken
„Ungelenkes Lustspiel um die Streiche und Liebeleien von Gymnasiasten. Anspruchslos in Inhalt und Gestaltung; Auftakt einer Folge von derb-geschmacklosem Klamauk, der in den späten 60er und frühen 70er Jahren zu einem großen Publikumserfolg wurde.“

„Ein großer Komiker wie Theo Lingen wird in diesem dürftigen Pennälerulk als dümmlicher Schuldirektor vermarktet. Viel Aufwand um ein paar einfallslose müde Schülerscherze, über die heute niemand mehr lacht. (Wertung: schwach)“

„Obwohl dieser erste Teil noch einen Rest handwerklich kompetenter Routine zeigt, erschöpft er sich größtenteils in der Reproduktion altbekannten Klamauks und nur mäßig lustiger Situationskomik.“